# تشارلز جي. نيكلسون
تشارلز جي. نيكلسون (بالإنجليزية: Charles G. Nicholson)‏ هو سياسي أمريكي، ولد في 13 أكتوبر 1919 في فيلادلفيا في الولايات المتحدة، وتوفي في 13 أبريل 2003. حزبياً، نشط في الحزب الجمهوري. وقد انتخب عضو مجلس نواب بنسيلفانيا.